# Coenraad Hiebendaal
Coenraad Christiaan Hiebendaal (Gorinchem, Holanda del Sud, 10 d'abril de 1879 – Amsterdam, 3 de juny de 1921) va ser un remer neerlandès que va competir cavall del segle xix i el segle xx.
Va prendre part en els Jocs Olímpics d'Estiu de 1900 de París, on guanyà una medalla de plata en la prova de quatre amb timoner com a membre de l'equip Minerva Amsterdam.